# وحم
الوحم ما تشتهيه المرأة الحُبْلى، في مرحلة معينة من الحمل وغالبًا في الأسابيع الأولى، أو هو نوعٌ من التغيرات غير العادية تصاحب النساء أثناء فترة الحمل، وتقترن بحالة من التعب والغثيان والرغبة في التقيؤ المتكرر. وتشهد فيها رغبة الحامل الشديدة واشتهاؤها لتناول أنواع مُعيّنة ومُحدّدة من المواد الغذائيّة، وأحيانا المواد غير غذائية، تعد ظاهرة منتشرة على نطاق واسع ولا تقتصر عن فئة أو دولة أو دين، تفيد بعض الدراسات أن أغلب الوحم يشتد في الساعات الأولى من الصباح وإن كان هذا لا ينفي إمكانية حدوثه في أي وقتٍ من اليوم. يتعلق الوحم عادة بالثقافة السائدة لدى المرأة فتذهب عادة إلى اشتهاء غرائب الطعام، أو أكل ما لا يؤكل في بعض الأحيان.

## أسبابه
من غير المعلوم سبب التجاء الحوامل الطلب لأنواع معينة من الطعام, ولكن غُلّبت الأسباب أو العوامل النفسية على بقية العوامل فقدر الباحثون أن النساء في العموم خلال فترات الأولى للحمل يعانين من اضطرابات في المشاعر، يعقبها نوع من الشعور المختلط بين الوحدة والمعاناة نتيجة الحمل، وقد اعتقدت دراسات أخرى أنها نوع من النهم الذاتي وأداة للتعويض عن الفراغ التي تشعر به المرأة بعد الحمل فتظهر على السطح في صورة طلبات كثيرة، في محاولة لإثبات نفسها. من ناحية أخرى قد يبرر أو قد يكون ناتجاً عن التغيرات الفسيولوجية والهرمونية والنفسية التي تحدث في فترة الحمل، بعلاقة بوجود نقص في مستوى الحديد في جسم الأم الحامل، أو نقص في الفيتامينات والمعادن، والحقيقة قد يبدو ذلك منطقيا إذا فسر الأمر أن ميول المرأة إلى اشتهاء الفواكه هو تعويض للفيتامينات. وتناول الطين يعود إلى احتوائه على كميات كبيرة من المعادن كالكالسيوم والمغنيزيوم والحديد والنحاس.